# Bruce Highway

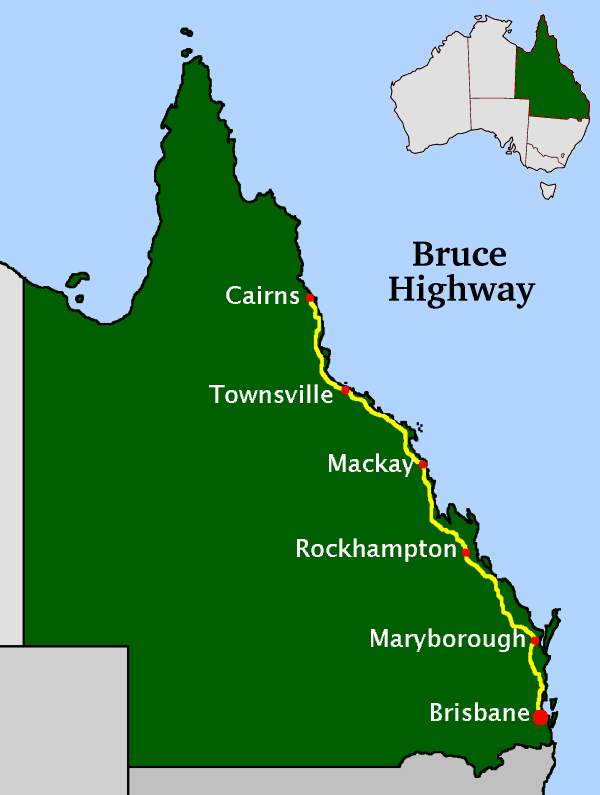
Bruce Highway

La Bruce Highway est la principale route côtière au Queensland, en Australie. Elle va de la capitale de l'État, Brisbane, à Cairns dans l'extrême nord du Queensland. La route fait partie de la National Highway australienne. Elle fait également partie de la Highway 1 (en). Sa longueur est d'environ 1 700 kilomètres et elle est entièrement bitumée. 
Elle doit son nom à l'ancien ministre du Queensland, Henri Adam Bruce, qui était ministre des Travaux publics lorsque la route a reçu son nom dans le milieu des années 1930. Elle allait autrefois jusqu'à Brisbane, mais elle s'arrête maintenant à Bald Hills depuis la mise en service de la Gateway Motorway en janvier 1986. 
C'est la route la plus fréquentée du Queensland. Elle a d'abord traversé tous les grands centres urbains côtiers, cependant un certain nombre de voies de contournement, en particulier dans le sud, ont évité le passage en ville afin d'accélérer le trafic et de réduire les bouchons en ville. En conséquence, la route ne cesse d'être améliorée. Elle est à quatre voies de Brisbane à Cooroy avec un tronçon à quatre voies à Gympie, beaucoup de ces améliorations ayant été effectuées dans les années 1980 (monts Glass House, Maryborough) et 1990 (Nambour Cooroy). 
Dans le sud la Bruce Highway commence au pont sur la rivière Pine, à l'échangeur autoroutier de la Gateway Motorway, à 21 kilomètres au nord du centre ville de Brisbane. Récemment, la Bruce Highway a changé de dénomination de National Highway 1, elle est devenue  (pour les tronçons autoroutiers) ou  (pour les parties à chaussée unique mais généralement avec voie de dépassement). 
Plusieurs grandes villes se trouvent sur son trajet Maryborough, Rockhampton, Mackay, Townsville et Cairns. La route traverse les monts Glass House, les forêts et les pâturages de la Sunshine Coast, la Gunalda Range (au nord de Gympie), le mont Larcom (au nord de Gladstone), les campagnes arides au nord de Rockhampton et, après, par les zones de culture de la canne à sucre, de céréales, d'élevage bovin laitier et, enfin, les forêts subtropicales et tropicales.

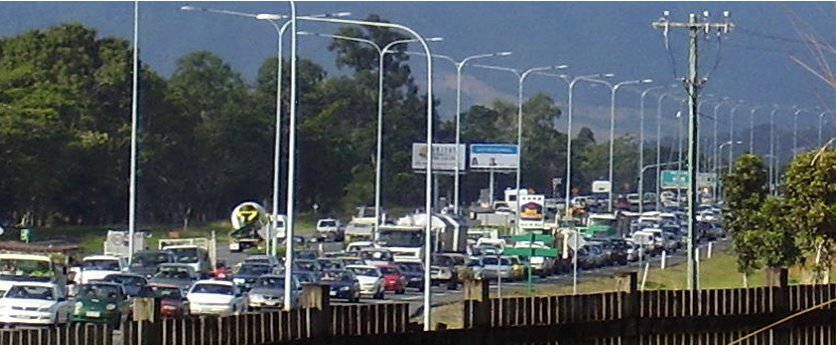
La Bruce Highway au sud de Cairns aux heures de pointe